# Hoplitis capsulifer
Hoplitis capsulifer är en biart som beskrevs av Popov 1960. Hoplitis capsulifer ingår i släktet gnagbin, och familjen buksamlarbin. Inga underarter finns listade i Catalogue of Life.